# Marpissa muscosa
Marpissa muscosa és una espècie de petita aranya araneomorfa de la família Salticidae, d'aproximadament 6-8 mm els mascles i 8-11 mm les femelles. Viu en arbres i tanques en tota la regió del Paleàrtic. Té un cos de color negre, amb una àmplia banda abdominal, en posició dorsal, de color blanc i vermell. Té pèls de color blanc i llargs en els palps.